# الفصيلة الخرمية
الفصيلة الخُرميّة أو الخرمانيات أو الخرخورية فصيلة سمكية في رتبة الإبريات.